# پیش‌نویس
عزت دل‌خاک (متولد ۱۳۳۴، یزد) هنرمند ایرانی در زمینه قالیبافی سنتی و سبک اردکان یزد است. او با بیش از چند دهه تجربه در قالیبافی، به خلق فرش‌های دستی اصیل ایرانی و آموزش هنر قالیبافی به نسل‌های بعد پرداخته است.

## زندگی و فعالیت‌ها
عزت دل‌خاک دوران کودکی و نوجوانی خود را در یزد گذراند و پس از ازدواج به کرج نقل مکان کرد. وی پس از فوت همسر خود، مسئولیت بزرگ کردن فرزندان را به تنهایی بر عهده گرفت و هنر قالیبافی را به عنوان حرفه و وسیله‌ای برای تامین معیشت و حفظ هنر سنتی ادامه داد [1][2].

## سبک قالیبافی
وی در بافت فرش از سبک قالیبافی اردکان یزد بهره می‌برد، سبکی که به دقت در طراحی، اصالت نقوش و کیفیت بالای بافت شهرت دارد [3]. فرش‌های اردکان از نقوش اصیل ایرانی مانند لچک ترنج کاشان، ترنج خورشیدی، لوزی و دایره، ترنج نائین، افشان، حاشیه درباری و شاه عباسی بهره می‌برند. برخی از طرح‌های معروف، از جمله شکارگاهی و زیرخاکی، به نام اردکان شناخته می‌شوند.
فرش‌های اردکان از نظر کیفیت بافت در سطح بالایی قرار دارند و معمولاً با پرزهای بلند و ضخیم، سرنخ و مدل درفشی بافته می‌شوند. همچنین به دلیل استفاده از گره فارسی و دقت در بافت، این فرش‌ها کم‌عیب و جزو پرگوشت‌ترین و با پرداخت مناسب هستند [3][4].

## آموزش و تربیت شاگردان
عزت دل‌خاک علاوه بر فعالیت‌های هنری، در آموزش قالیبافی به شاگردان و علاقه‌مندان نیز فعال بوده است و با تربیت هنرجویان، هنر سنتی قالیبافی را حفظ و ترویج کرده است [2].

## مدارک و گواهی‌های بین‌المللی
- Catch Wisdom – Hand Weaving Certificate: گواهی بین‌المللی مهارت قالیبافی [5].
- Hand Weavers & Spinners Guild of NSW – Certificate of Skill: گواهی مهارت بدون نیاز به کلاس آنلاین [6].
- Handweavers Guild of America – Certificate of Excellence: گواهی ارزیابی آثار و مهارت عملی [7].
- The Handweavers Studio Diploma Certificate: گواهی دیپلم مهارتی و بین‌المللی بر اساس ارائه نمونه‌کارها [8].